# Roodkoptamarin
De roodkoptamarin (Saguinus pileatus)  is een zoogdier uit de familie van de klauwaapjes (Callitrichidae). De wetenschappelijke naam van de soort werd voor het eerst geldig gepubliceerd door I. Geoffroy & Deville in 1848.

## Voorkomen
De soort komt voor in Brazilië.

## Ondersoorten
De soort telt twee ondersoorten:

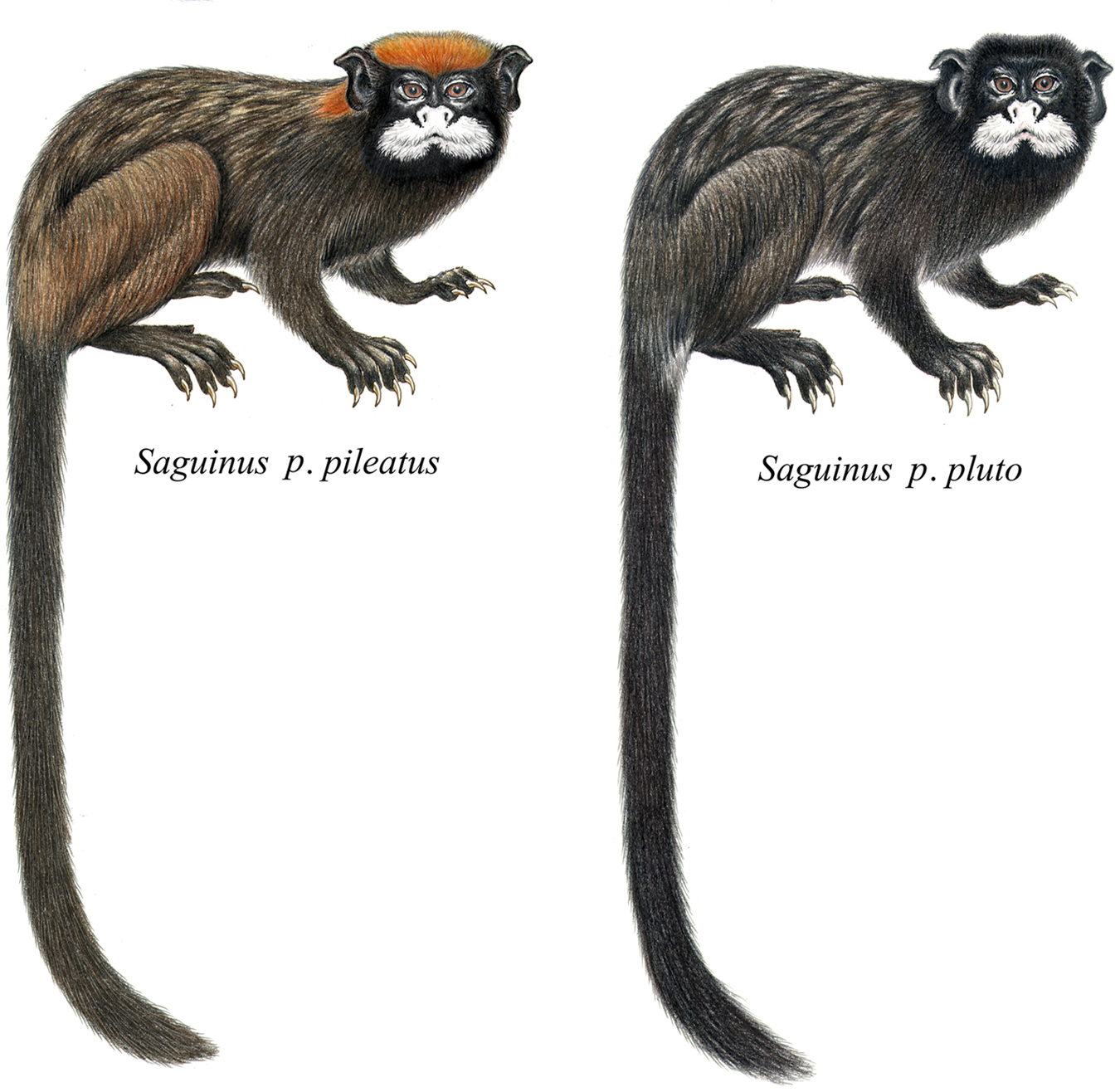
Ondersoorten van de roodkoptamarin getekend door Stephen D. Nash.

- Saguinus pileatus pileatus –  (Geoffroy Saint-Hilaire & Deville, 1848) – Komt voor in Brazilië, tussen de Rio Juruá en de Rio Purus.
- Saguinus pileatus pluto –  (Lönnberg, 1926) – Komt voor in Brazilië, tussen de Rio Purus en de Rio Coarí.